# Shirley Bassey
Shirley Veronica Bassey, född 8 januari 1937 i Cardiff, Wales, är en brittisk (walesisk) sångerska.

## Biografi
Shirley Bassey föddes i Tiger Bay (numera Cardiff Bay) i Cardiff som det yngsta barnet i en syskonskara på sju. Hennes far härstammade från Nigeria och hennes mor var från England. Hon växte upp i arbetarklassdistriktet Splott. Efter att hon gått ut skolan arbetade hon på fabrik och sjöng på pubar på kvällarna. Hennes första professionella engagemang som sångerska var i en uppsättning av en musikal om Al Jolson. Hon blev gravid vid 16 års ålder och lade sångkarriären på hyllan. Hon blev dock rekommenderad för talangscouten Michael Sullivan som startade hennes karriär,  och i mitten av 1950-talet fick hon skivkontrakt med Philips Records. 1957 fick hon sin första brittiska hit, "Banana Boat Song". Den följdes upp av låtar som "As I Love You" och "Reach for the Stars".
Hon medverkade i en kabaré i New York 1961. Hennes första stora amerikanska framgång kom 1964, då hon sjöng in ledmotivet till bondfilmen Goldfinger – hennes kanske mest kända sång. Låten blev även en framgång i Sverige. Bassey hade även framgångar med sångerna till Diamantfeber (1971) och Moonraker (1979) och är därmed den enda som sjungit ledmotivet till fler än en James Bond-film. Hon sjöng även ledmotivet till filmen The Liquidator (1965).
Under 1970-talet hade hon flera stora hits i Storbritannien och hon medverkade även i TV. Hon hade en TV-show, The Shirley Bassey Show som gick i sex avsnitt 1976 och i lika många året därpå. För denna tilldelades hon Guldrosen vid TV-festivalen i Montreux.
För sin framgångsrika karriär och insats utsågs hon 31 december 1999 av Drottning Elizabeth II till Dame Commander of the Order of the British Empire (DBE). Bland andra utmärkelser hon tilldelats kan nämnas Hederslegionen, Unescos Artist for Peace Award och ett BRIT Award för bästa kvinnliga soloartist under de senaste 25 åren (1977).
Bassey bor numera i Monte Carlo. Hon var gift med Kenneth Hume 1961–1965. 1968–1977 var hon gift med Sergio Novak, som var hennes manager. Hon har en son och två döttrar, dottern Samantha dog 1985. 
2009 släppte hon skivan The Performance, hennes första studioskiva helt bestående av nytt material på 27 år. Skivan producerades av David Arnold och bland låtskrivarna återfinns, förutom Arnold, John Barry, Rufus Wainwright, KT Tunstall, Manic Street Preachers och Pet Shop Boys.

## Utmärkelser
- Dame Commander av Brittiska imperieorden,  2000[5]
- Riddare av Hederslegionen,  april 2003[6]
- Riddare av Karl den heliges orden,  2023[7]
- Order of the Companions of Honour,  2024[8]

[Redigera Wikidata]

## Källhänvisningar
1. ↑  SNAC, SNAC Ark-ID: w6vf1kt7, läs online, läst: 9 oktober 2017.[källa från Wikidata]
2. ↑  Encyclopædia Britannica, Encyclopædia Britannica Online-ID: biography/Shirley-Basseytopic/Britannica-Online, läst: 9 oktober 2017.[källa från Wikidata]
3. ↑  Discogs, Discogs artist-ID: 5492, läst: 9 oktober 2017.[källa från Wikidata]
4. ↑  Union List of Artist Names, 24 juli 2017, ULAN: 500385814, läs online, läst: 22 maj 2021.[källa från Wikidata]
5. 1 2  läs online, www.thegazette.co.uk .[källa från Wikidata]
6. 1 2  läs online, Facebook .[källa från Wikidata]
7. 1 2  läs online, journaldemonaco.gouv.mc , läst: 1 januari 2024.[källa från Wikidata]
8. 1 2  läs online, www.thegazette.co.uk .[källa från Wikidata]
9. 1 2   Shirley Bassey i Nationalencyklopedins nätupplaga. Läst 16 mars 2015.